# موش مانداب اوزونگوه
موش مانداب اوزونگوه (نام علمی: Otomys uzungwensis) نام یک گونه از سرده موش‌های مانداب است.